# 廉悌臣

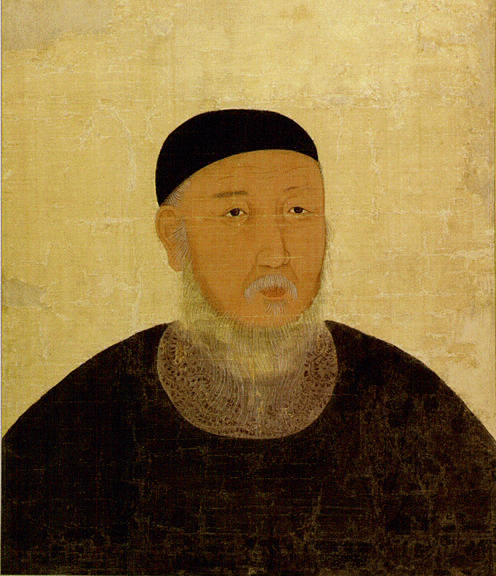
廉悌臣

廉悌臣（：／，1304年10月30日—1382年3月18日），字愷叔，小字佛奴，元朝及高麗王朝末期官員、將領。本貫坡州。
廉悌臣是中贊廉承益之孫，少孤，在姑夫元朝平章末吉家長大。泰定帝自晉王府邸入繼元朝大統之時，末吉帶著廉悌臣在和林迎接，泰定帝見廉悌臣之面相，以之為奇，命令他在禁中宿衛。居於禁中數年後，廉悌臣以多年未見母親為由，請求回高麗，泰定帝命降香金剛山。回到元朝後，授予尚衣使。第二次歸鄉回來之後，授予征東省郎中。同僚們作威作福，廉悌臣力爭阻止他們，田民詞訟悉還攸司，高麗忠肅王認為他為官很清簡。
後來廉悌臣擔任翊正司丞，奉旨出使江浙行省。會計中政院錢貨的許多官吏向他行賄請求說好話，廉悌臣一概拒絕，丞相別哥不花待以殊禮。別哥不花入相後，向元順帝推薦廉悌臣，說他為官清白。元順帝要重用他，他卻以母親得病為由請求回到高麗。高麗忠穆王拜他為三司右使，賜輸誠翊戴功臣號，轉都僉議評理、進贊成事。
高麗恭愍王即位後，拜廉悌臣為左政丞，賜端誠守義同德輔理功臣號。蔡河中在元朝圖謀復相，當時元朝南征紅巾軍，蔡河中秘密見太師脫脫，請求回國徵調高麗兵助陣。恭愍王畏懼脫脫之勢，乃派柳濯、廉悌臣等率軍出兵，行至鴨綠江時，部將康允忠舉兵返回松都，誅殺蔡河中。
1356年，恭愍王肅清了奇轍等親元派勢力。由於奇轍是元朝奇皇后的兄長，恭愍王畏懼元朝報復，任命廉悌臣為西北面都元帥，假節鉞。
1364年，領都僉議司事。當時辛旽專權，廉悌臣不附，辛旽對他非常討厭。而幸臣金興慶也因為廉悌臣不把錢借貸給他而結怨。二人便都向恭愍王告發，恭愍王不聽信這些讒言。禑王繼位後，讓他領三司事，尋領門下府事。禑王服喪結束後，廉悌臣對他說：「爲君難，爲臣不易，親賢遠佞」等話，禑王為之動容，加賜忠誠守義同德論道輔理功臣號。北元遣使拜其為將作院使。1382年病危時，禑王派中官前去賜藥，不久卒，年七十九，諡號忠敬。
廉悌臣有三子，廉國寶、廉興邦、廉廷秀。後來由於廉興邦謀反，皆被滅族。